# Vidiná
Vidiná (deutsch Weidenau, ungarisch Videfalva) ist eine Gemeinde im Süden der Slowakei mit 1704 Einwohnern (Stand 31. Dezember 2024). Sie gehört zum Okres Lučenec, einem Kreis des Banskobystrický kraj.

## Geographie

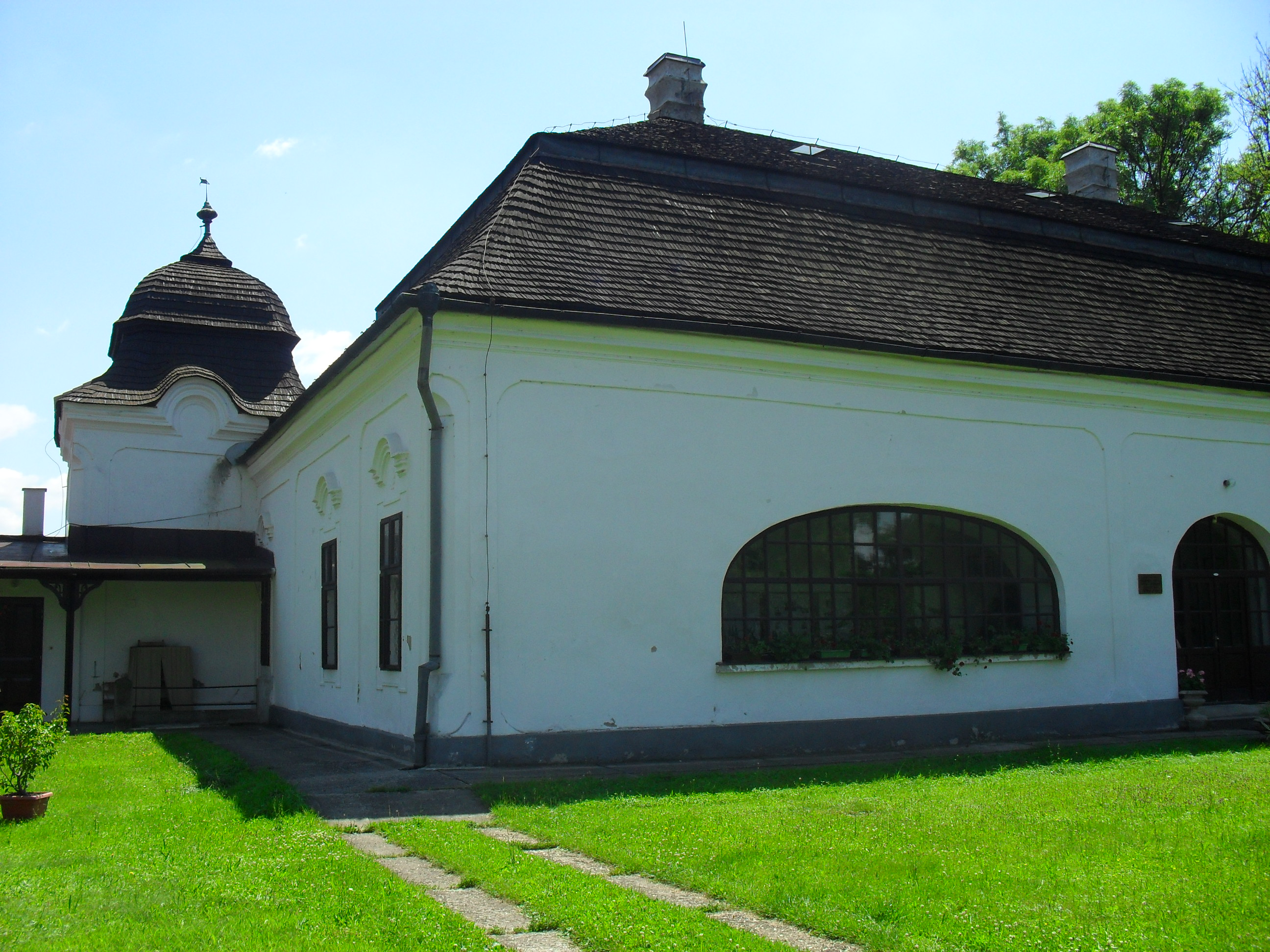
Landschloss in Vidiná

Die Gemeinde befindet sich im Becken Lučenská kotlina (Teil der größeren Juhoslovenská kotlina) am Flüsschen Krivánsky potok. Das Ortszentrum liegt auf einer Höhe von 199 m n.m. und ist vier Kilometer von Lučenec gelegen.
Nachbargemeinden sind Veľká Ves im Norden und Nordosten, Lučenec im Südosten und Süden sowie Tomášovce im Westen.

## Geschichte
Vidiná wurde zum ersten Mal 1335 als Vydafalua schriftlich erwähnt. Im 15. Jahrhundert gab es hier eine kleine hussitische Festung. Die Bevölkerung beschäftigte sich mit Landwirtschaft, Weinbau und Töpferei. 1740 brannte das ganze Dorf nieder. 1828 sind 68 Häuser und 678 Einwohner verzeichnet.
Von 1940 bis 1949 hatte die Gemeinde eine Haltestelle an der Bahnstrecke Tomášovce–Veľká Ves, die sich jedoch weit außerhalb des Ortes an der heutigen Staatsstraße I/16 in Richtung Lovinobaňa befand.
Von 1971 bis 1990 war der Ort ein Stadtteil von Lučenec.

## Bevölkerung
| Jahr                | 1994 | 2004    | 2014    | 2024    |
| ------------------- | ---- | ------- | ------- | ------- |
| Anzahl der Personen | 1726 | 1851    | 1830    | 1704    |
| Unterschied         |      | +7,24 % | −1,13 % | −6,88 % |

| Jahr                | 2023 | 2024    |
| ------------------- | ---- | ------- |
| Anzahl der Personen | 1702 | 1704    |
| Unterschied         |      | +0,11 % |

Ergebnisse nach der Volkszählung 2001 (1779 Einwohner):
| Nach Ethnie: - 97,25 % Slowaken - 1,97 % Magyaren - 0,39 % Tschechen - 0,11 % Ukrainer | Nach Religion: - 61,44 % römisch-katholisch - 20,01 % evangelisch - 16,19 % konfessionslos - 1,74 % keine Angabe |

## Sehenswürdigkeiten
- barockes Landschloss von 1706, wahrscheinlich an der Stelle der hussitischen Festung erbaut
- barocker Glockenturm aus dem 18. Jahrhundert
- römisch-katholische Kirche des Herzens Jesu von 1911